# 只見川橋
只見川橋（ただみがわばし）は、福島県河沼郡会津坂下町大字坂本 - 大字坂本の只見川に架かる磐越自動車道（東北横断自動車道いわき新潟線）の橋長311.000 m（メートル）の逆ローゼ橋。会津坂下IC - 西会津IC間に位置する。

## 概要
只見川橋は只見川の片門ダム下流約250 mに架かり、1期橋は地形から只見川を1スパンで渡河するためローゼ桁が採用された。本橋はスパンライズ比が8.4分の1と扁平なアーチとなっている。
ローゼ桁はバスケットハンドル型で、架設工法はダム下流に位置することから支保工や桟橋などが設置できずケーブルエレクション斜吊り工法を採用した。架設は雪解け後の4月から積雪前の12月までにケーブルクレーン設備の設置から解体を行う必要があった。このため工期短縮への工夫を凝らしている。

## 諸元
1期橋
- 形式 - 鋼2径間連続鈑桁橋+鋼上路ローゼ橋+鋼単径間鈑桁橋[注釈 1]
- 道路規格 - 第1種第3級B規格
- 活荷重 - B活荷重
- 橋長 - 311.000 m
  - 支間割 - (2×40.500 m) + (199.810 m + 27.750 m)
  - アーチ支間 - 189.200 m
- アーチライズ - 22.500 m
- 幅員
  - 総幅員 - 11.400 m（ローゼ部）、19.227 m - 11.674 m（連続鈑桁部）
  - 有効幅員 - 10.490 m（ローゼ部）、18.316 m - 10.763 m（連続鈑桁部）
  - 車道 - 10.490 m（ローゼ部）
- 床版 - 鉄筋コンクリート
- 総鋼重 - 2064 t
- 施工 - 横河ブリッジ・日本鋼管[注釈 2]JV
- 架設工法 - ケーブルエレクション斜吊り工法（ローゼ部）、トラッククレーン・ベント工法（連続鈑桁部）

## 歴史
1996年（平成8年）10月17日に本橋を含む磐越自動車道の会津坂下IC - 西会津IC間が暫定2車線で開通。
長らく暫定2車線であったが、2021年（令和3年）3月30日に本橋を含む会津坂下IC - 西会津IC間の4車線化工事の事業許可を受けた。